# Toxorhina flavida
Toxorhina flavida là một loài ruồi trong họ Limoniidae. Chúng phân bố ở vùng Tân nhiệt đới.